# Igreja da Misericórdia de Montemor-o-Velho
A Igreja da Misericórdia de Montemor-o-Velho ou Capela da Misericórdia de Montemor-o-Velho é um monumento religioso de Montemor-o-Velho, da freguesia de Montemor-o-Velho e Gatões, do município de Montemor-o-Velho, no Distrito de Coimbra, em Portugal.
A Igreja da Misericórdia de Montemor-o-Velho encontra-se classificada como Imóvel de Interesse Público desde 1950.

## História e Descrição
Foi edificada no século XVI tendo sofrido reformas na 2ª metade do século XVIII e no último quartel do século XIX (1873).
A construção do templo obedeceu ao modelo habitual das igrejas de Misericórdia edificadas a partir da segunda metade do século XVI. Com planimetria longitudinal, é composta por nave única e capela-mor. O edifício apresenta uma fachada simples com portal de volta perfeita ao centro, ladeado por pilastras jónicas, encimado por um escudo nacional de talhe setecentista e por um relevo com a representação da Mater Omnium atribuído a João de Ruão. O interior "apresenta-se como um espaço único com coro-alto, púlpito colocado do lado do Evangelho, e tribuna dos mesários, com colunas jónicas, edificada no espaço fronteiro nos últimos anos do século XVII". Do programa decorativo da igreja destaquem-se os retábulos em pedra de Ançã.

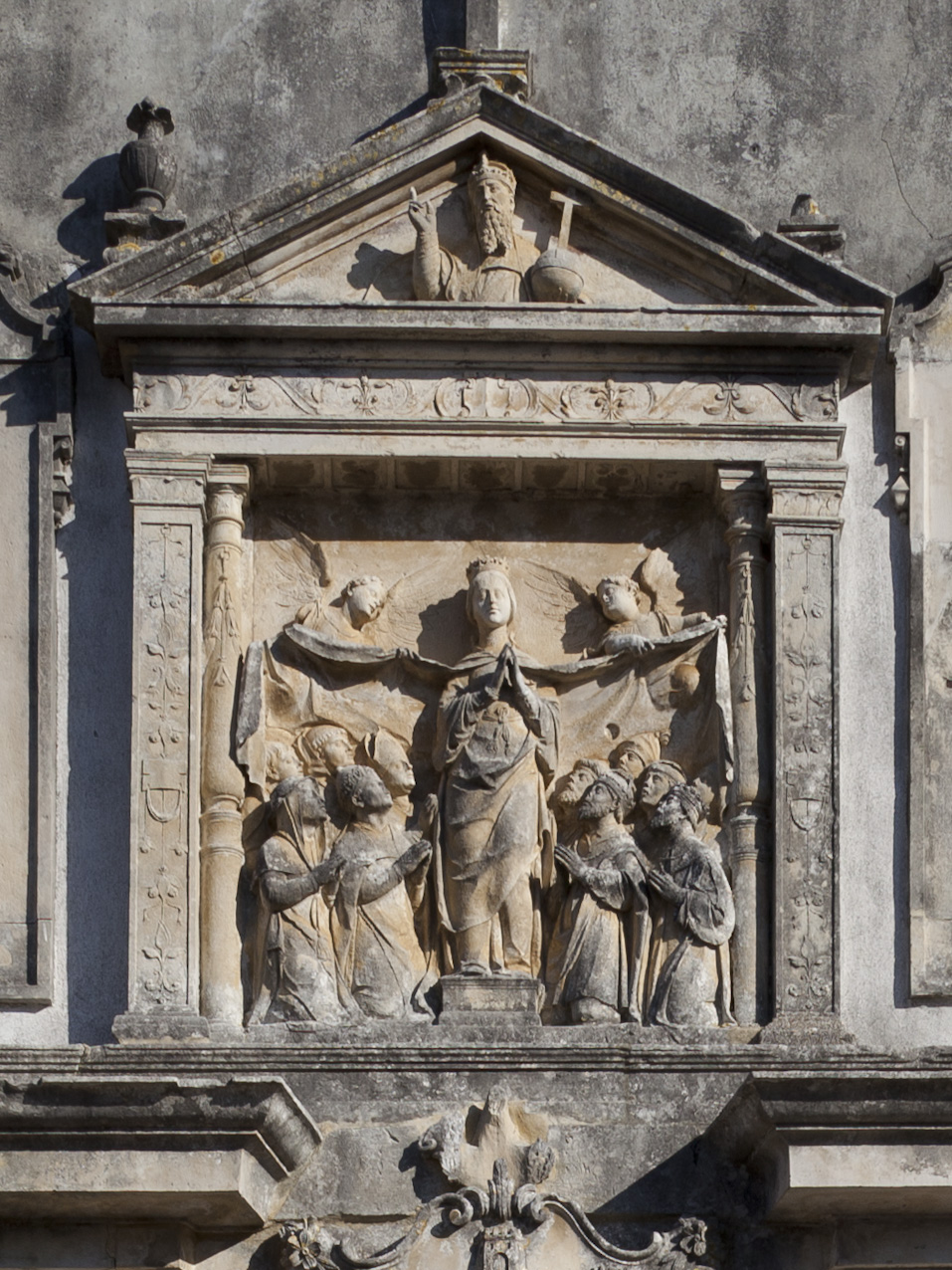
Relevo de João de Ruão
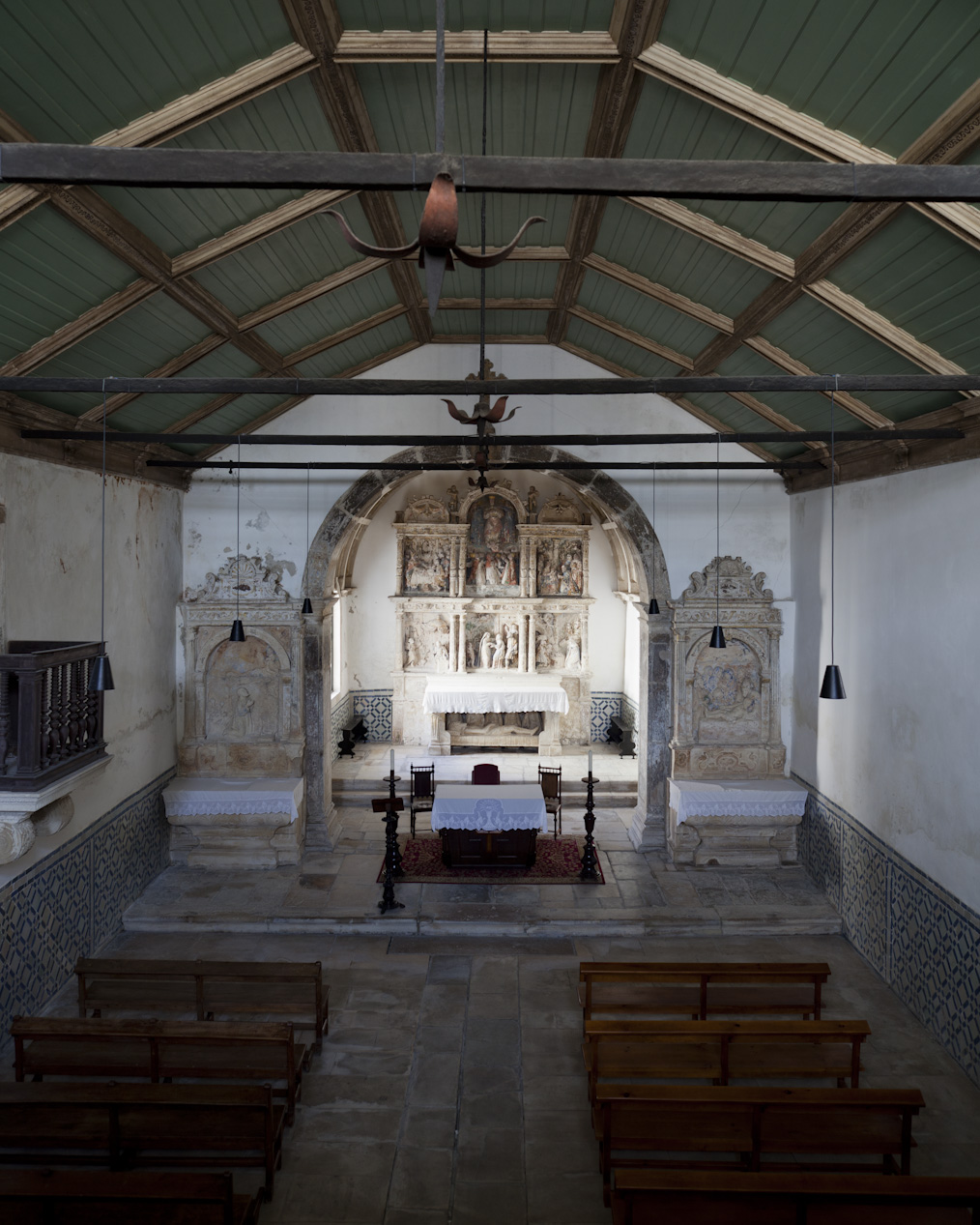
Interior da igreja
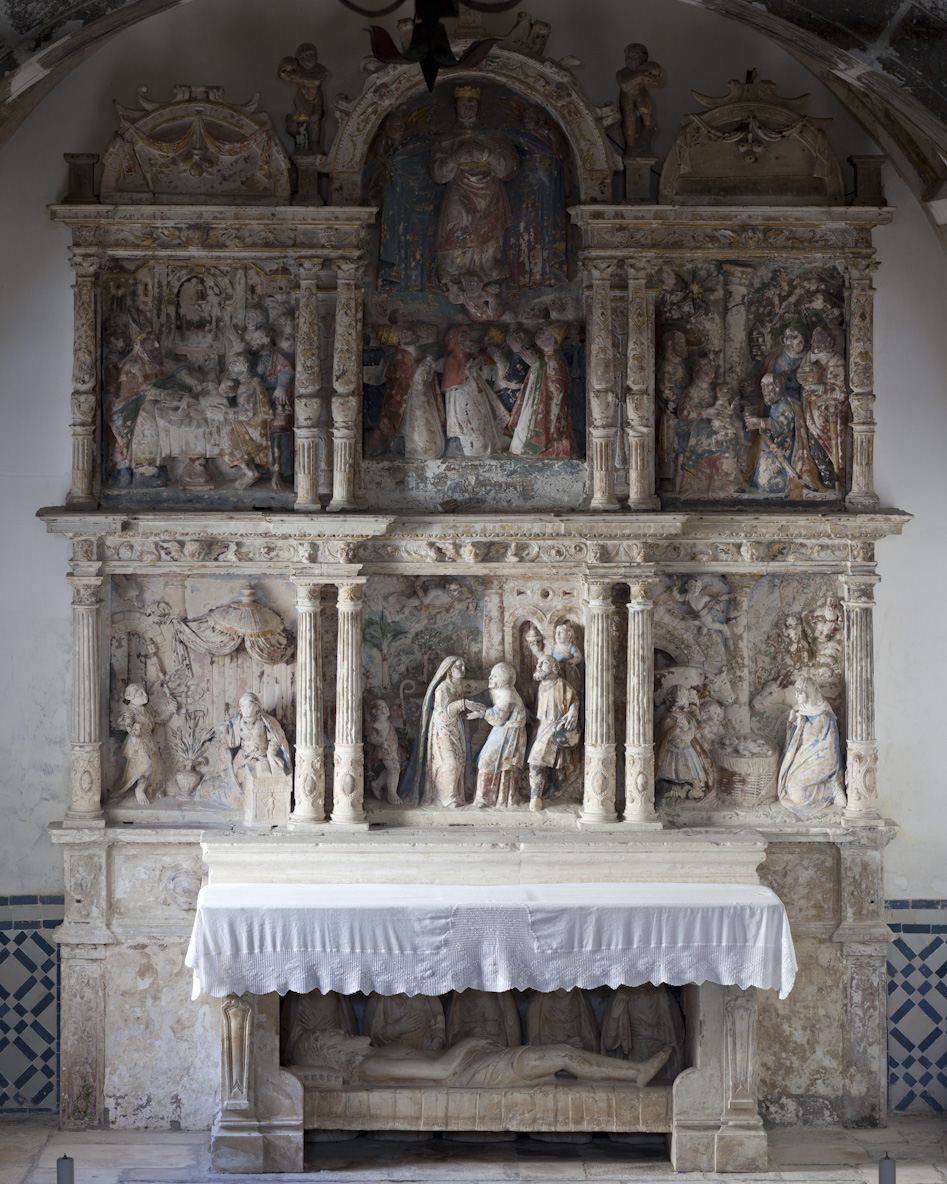
Retábulo da capela-mor